# John Player & Sons

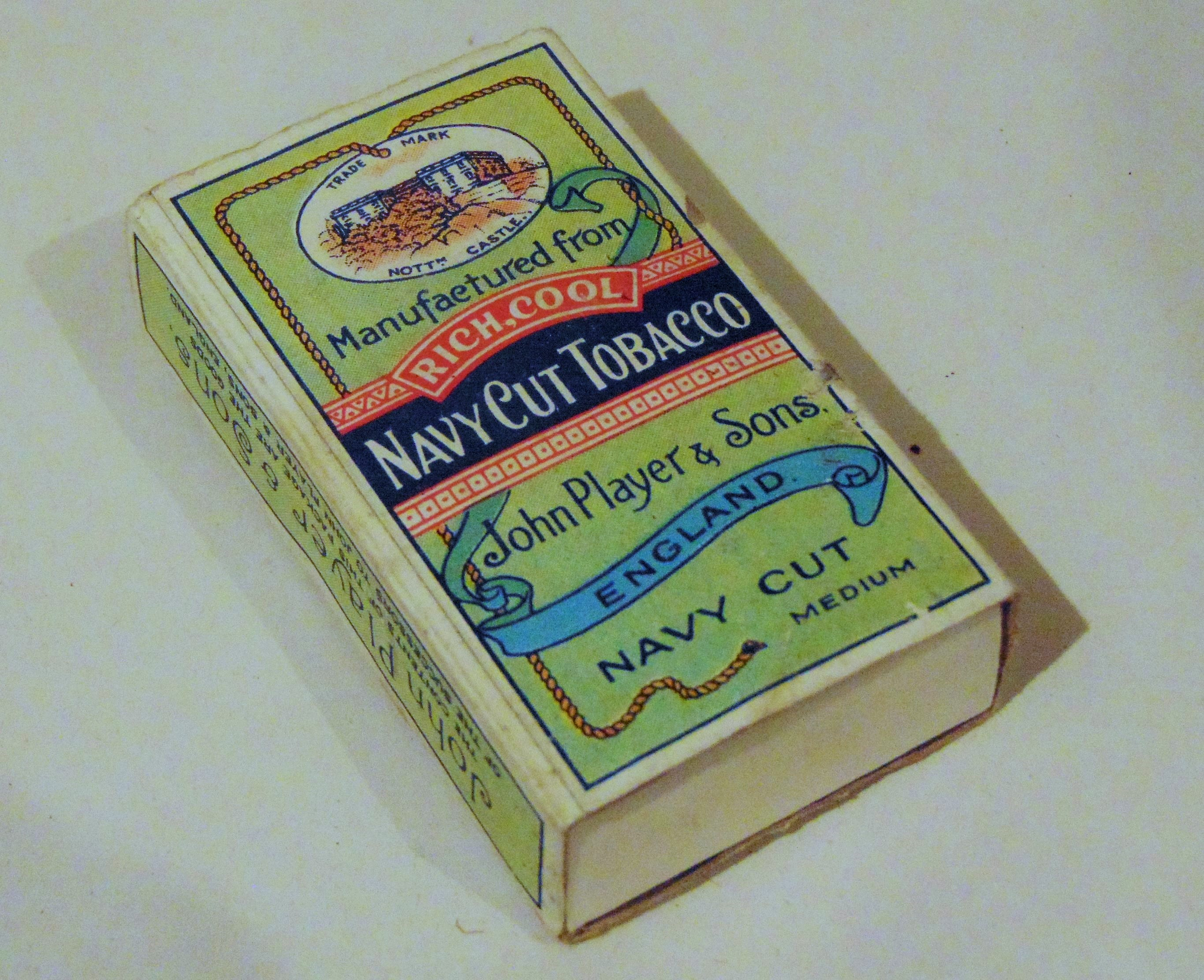
Cajetilla de John Player & Sons

John Player & Sons, más conocido simplemente como Player's, era un fabricante de tabaco y cigarrillos con sede en Nottingham, Inglaterra. En 1901, la compañía se fusionó con otras compañías para formar The Imperial Tobacco Company para enfrentar la competencia de los fabricantes estadounidenses. La compañía también lanzó varias series de tarjetas comerciales de fútbol de asociación en la década de 1930 bajo la marca del jugador.
Hoy en día, las marcas "Player" y "John Player Special" son propiedad y comercializadas por Imperial Brands.